# Trigonospila bimaculata
Trigonospila bimaculata là một loài ruồi trong họ Tachinidae.